# Séez
Séez es una comuna francesa situada en el departamento de Saboya, en la región Auvernia-Ródano-Alpes.

## Demografía
| 1 200 | 1 134 | 1 134 | 1 300 | 1 662 | 1 968 | 2 251 | 2 431 | 2 398 |
| Para los censos de 1962 a 1999 la población legal corresponde a la población sin duplicidades (Fuente: INSEE [Consultar]) |       |       |       |       |       |       |       |       |